# قنصور نحيل
قنصور نحيل (الاسم العلمي:Colutea gracilis) هو نوع من النباتات يتبع جنس القنصور من الفصيلة البقولية.